# Dynastie čínské historie
Dynastie čínské historie tvoří kontinuální řadu dynastií od třetího tisíciletí před naším letopočtem až do roku 1911.

## Legendární období
Podle legend byli prvními vládci Číny Tři vznešení a pět vladařů — bohové a mytické bytosti, na jejichž autoritu se později dovolávali čínští učenci a kteří byli dáváni za vzor následujícím panovníkům.
| Tři vznešení a pět vladařů 三皇五帝 sānhuáng wǔdì | Tři vznešení a pět vladařů 三皇五帝 sānhuáng wǔdì                                             | Tři vznešení a pět vladařů 三皇五帝 sānhuáng wǔdì | Tři vznešení a pět vladařů 三皇五帝 sānhuáng wǔdì | Tři vznešení a pět vladařů 三皇五帝 sānhuáng wǔdì |
| ------------------------------------------------- | --------------------------------------------------------------------------------------------- | ------------------------------------------------- | ------------------------------------------------- | ------------------------------------------------- |
| Tři vznešení 三皇 sānhuáng                        | Podle Zápisků historika (史記 / 史记 shǐjì): Vládce Nebes Vládce Země Vládce Lidí             | 天皇 地皇 泰皇 nebo 人皇                          | tiānhuáng tìhuáng tàihuáng nebo rénhuàng          |                                                   |
| Tři vznešení 三皇 sānhuáng                        | Podle Jüntou-šu (運斗樞 yùndòu shū) a Jüanming pao (元命苞 yuánmìng bāo): Fu-si Nüwa Šen-nung | 伏羲 女媧 / 女娲 神農 / 神农                      | fúxī nǚwā shénnóng                                |                                                   |
| Pět vladařů 五帝 wǔdì                             | Podle Zápisků historika: Žlutý císař Čuan-sü Ku Jao Šun                                       | 黃帝 / 黄帝 顓頊 / 颛顼 嚳 堯 舜                  | huángdì zhuānxū kù jáo shùn                       |                                                   |
| Pět vladařů 五帝 wǔdì                             | Podle Písně z Čhu (楚辭 chǔcí): Šaochao Čuan-sü Žlutý císař Šen-nung Fu-si                    | 少昊 顓頊 / 颛顼 黃帝 / 黄帝 神農 / 神农 伏羲     | shàohào zhuānxū huángdì shénnóng fúxī             |                                                   |
| Pět vladařů 五帝 wǔdì                             | Podle Knihy obřadů (禮記 / 礼记 lǐjì): Joučchao-š' Suejžen-š' Fu-si Nüwa Šen-nung             | 有巢氏 燧人氏 伏羲 女媧 / 女娲 神農               | yǒucháo shì suìrén shì fúxī nǚwā shénnóng         |                                                   |

## Historické období
Po legendárním období Tří vznešených a pěti vladařů nastoupily první tři pololegendární dynastie Sia, Šang a Čou. Od dynastie Šang se každá dynastie odvolávala na mandát Nebes (天命 tiānmìng), kterým byla posvěcena vláda dynastie v Podnebesí (tchien-sia 天下 tiānxià). Poprvé tak učinila právě dynastie Šang, aby ospravedlnila svržení dynastie Sia.
Říše, vytvořené jednotlivými dynastiemi, jsou nazývány zpravidla jménem vládnoucí dynastie a až do vyhlášení dynastie Čchin vládnou jejich panovníci jako králové (王 pinyin: wáng), či knížata (vévodové, princové) (公, kung, pinyin: gōng). Teprve Jing Čeng (嬴政 pinyin: yíng zhèng) — poté, co roku 221 př. n. l. sjednotil Čínu — vládl jako První císař (š'chuang-ti 始皇帝 pinyin: shǐ huángdì). Titul ti (帝 pinyin: dì) — na Západě překládaný jako císař — je pak používán pro většinu následujících panovníků, až do svržení dynastie Čching v roce 1911.
| Dynastie | Dynastie                                                    | Dynastie                                                                                         | Období vlády                                                                                |
| --- | ----------------------------------------------------------- | ------------------------------------------------------------------------------------------------ | ------------------------------------------------------------------------------------------- |
| Sia | 夏                                                          | xià                                                                                              | 2100–1600 př. n. l.                                                                         |
| Šang (Jin) | 商                                                          | shāng                                                                                            | 1600–1100 př. n. l.                                                                         |
| Čou - Západní Čou - Východní Čou - Období Jar a podzimů - Období válčících států | 周 西周 東周 春秋 戰國                                      | zhōu xī zhōu dōng zhōu chūn qiū zhàn guó                                                         | 1100–221 př. n. l. 1100–771 př. n. l. 770–476 př. n. l. 770–476 př. n. l. 403–221 př. n. l. |
| Čchin | 秦                                                          | qín                                                                                              | 221–206 př. n. l.                                                                           |
| Chan - Západní Chan Sin (přerušení dynastie Chan) - Východní Chan | 漢 西漢 新 東漢                                             | hàn xī hàn xīn dōng hàn                                                                          | 206 př. n. l.–220 n. l. 206 př. n. l.–8 n. l. 9–25 n. l. 25–220 n. l.                       |
| Tři království - Království Cchao Wej - Království Šu-chan - Království Východní Wu | 三國 曹魏 蜀漢 東吳                                         | sān guó cáo wèi shǔ hàn dōng wú                                                                  | 220–280 220–265 221–263 222–280                                                             |
| Ťin - Západní Ťin - Východní Ťin | 晉 西晉 東晉                                                | jìn xī jìn dōng jìn                                                                              | 265–420 265–316 317–420                                                                     |
| Období jižních a severních dynastií - Jižní dynastie - Sung (Liou-sung) - Čchi - Liang - Čchen - Pozdní Liang - Severní (nečínské) dynastie - Severní Wej (Toba) - Západní Wej - Východní Wej - Severní Čchi - Severní Čou | 南北朝 劉宋 齊 梁 陳 後梁 北魏 (拓拔魏) 西魏 東魏 北齊 北周 | nán běi cháo liú sòng qí liáng chén hòu liáng běi wèi (tàbá wèi) xī wèi dōng wèi běi qí běi zhōu | 420–589 420–479 –502 –557 –589 555–587 386–534 –556 534–550 –577 557–581                    |
| Suej | 隋                                                          | suí                                                                                              | 581–618                                                                                     |
| Tchang | 唐                                                          | táng                                                                                             | 618–907                                                                                     |
| Pět dynastií a deset království - Pozdní Liang - Pozdní Tchang - Pozdní Ťin - Pozdní Chan - Pozdní Čou | 五代十國 後梁 後唐 後晉 後漢 後周                           | wǔ dài shí guó hòu liáng hòu táng hòu jìn hòu hàn hòu zhōu                                       | 907–960 907–923 –936 –946 947–950 951–960                                                   |
| Sung - Severní Sung - Jižní Sung | 宋 北宋 南宋                                                | sòng běi sòng nán sòng                                                                           | 960–1279 960–1127 –1279                                                                     |
| Jüan (Mongolská dynastie) | 元                                                          | yuán                                                                                             | 1271–1368                                                                                   |
| Ming - + Jižní Ming (rezistence proti Čchingům) | 明 南明                                                     | míng nán míng                                                                                    | 1368–1644 –1659                                                                             |
| Čching (Mandžuská dynastie) | 清                                                          | qīng                                                                                             | 1644–1911                                                                                   |

Každá dynastie se dále dělila na období panování jednotlivých panovníků — takzvaných ér (nien-chao TZ: 年號 ZZ: 年号 pinyin: niánhào). Každý vládce vyhlašoval jméno éry své vlády a až do nástupu dynastie Ming nebylo neobvyklé, že jeden panovník vyhlásil postupně několik ér (Kao-cung (高宗 gāo zōng) z dynastie Tchang jich během své vlády v letech 650 až 683 vyhlásil dokonce 14). Zakladatel dynastie zpravidla vyhlašoval éru své vlády spolu s vyhlášením nové dynastie. Éry dalších nástupců se počítaly zpravidla od následujícího čínského nového roku. Doba trvání každé éry pak sloužila i k počítání času, takže například rok 1651 je sedmým rokem éry Šun-č’ (順治). Velice často je pak jméno éry zaměňováno za jméno císaře, takže císař Fulin je pak známější jako císař Šun-c’ (což bylo jméno, které si Fulin zvolil pro pojmenování éry své vlády), etc…

## Dynastie „samozvanců“
V historii Číny dále figuruje řada malých a relativně krátkodobých dynastií, které se zpravidla neuvádějí v seznamech čínských dynastií. Jedná se o dynastie vyhlášené většinou vzbouřenci, rebely a uzurpátory, kteří se (stejně jako zakladatelé většiny ostatních dynastií) vzbouřili proti aktuálně vládnoucí dynastii a pokusili se jí svrhnout. Nikdy ale nezískali potřebnou podporu a moc a do několika měsíců či let byla jejich rebelie potlačena. Takové dynastie se vyznačují tím, že nikdy nezískaly vládu nad celou Čínou (kontrolovaly jenom některé provincie) a měly mnohdy třebas jenom jediného panovníka (ten se tituloval buď jako král, či jako císař), který ale vyhlásil jméno éry své vlády. To, že tyto dynastie měly krátkého trvání a minimum panovníků ale nesmí vést k domněnce, že byly úplně bezvýznamné. Alespoň některé z nich významně zasáhly do čínských dějin:
Wu Ce-tchien (武則天 wǔ zétiān) — jedna z konkubín tchangského císaře Kao-cunga (高宗 gāo zōng) — se ujímá vlády za nemocného císaře a po jeho smrti vyhlašuje v říjnu 690 dynastii Čou (周 zhōu) a jako císařovna Šeng-šen (聖神 shèngshén) pak vládne až do února 705 jako jediná císařovna čínské historie.
Koncem vlády dynastie Ming se vlivem hladomorů, katastrofálního stavu císařské pokladny a vojenské nemohoucnosti dynastie rozmohli na venkově bandité. Časem se mezi nimi vyprofilovali dva nejvýznamnější vůdcové Li C'-čcheng (李自成 lǐ zìchéng) a Čang Sien-čung (張獻忠 zhāng xiànzhōng).
Čang Sien-čung vyhlašuje dynastii Ta Si (大西 dà xī, česky: „Velký Západ“) v červenci 1643 po dobytí Wu-čchangu (武昌 wǔchāng) v provincii Chu-pej (湖北 húběi) v centrální Číně, který prohlásil hlavním městem nové dynastie a sebe tituloval jako „Velkého krále Západu“ (Ta Si wang 大西王 dà xī wáng).
Li C'-čcheng vyhlásil dynastii Ta Šun (大順, dà shùn, česky: „Velká Poslušnost“) po dobytí Si-anu (西安 xī'ān) v provincii Šen-si (TZ: 陝西 ZZ: 陕西 shănxī) v listopadu 1643. Za „Krále velkého Šun“ (Ta Šun wang 大順王 dà shùn wáng) se prohlašuje na čínský Nový rok 8. února 1644.
Obě vyhlášené dynastie převzaly model správy podle mingského vzoru a dál bojovaly nejenom proti dynastii Ming a nastupující dynastii Čching, ale i samy mezi sebou. 3. června 1644 (tedy po více než dvou měsících od dobytí Pekingu) se Li C'-čcheng prohlašuje císařem dynastie Ta Šun. Záhy ale musí prchat před spojenými silami mingského generála Wu San-kueje (吳三桂 wú sānguì) a čchingských Korouhví.
V létě 1644 Čang Sien-čung přesunuje pod tlakem Mingů i Li C'-čchenga svoje království do S’-čchuanu (四川 sìchuān). Konec této dynastie přišel v listopadu 1646, když byla Čang Sien-čungova armáda poražena čchingskou armádou, Čang Sien-čung zajat a posléze popraven.
Li C'-čchengova Ta Šun skončila ještě dříve a to v dubnu 1645, kdy byl po dlouhodobém pronásledování mingským generálem Wu San-kuejem (podporovaným čchingskými jednotkami) buďto zabit, a nebo spáchal sebevraždu.
Další relativně významnou dynastií „samozvanců“ byla počátkem roku 1674 vyhlášená dynastie Čou (周 zhōu), kterou vyhlásil bývalý mingský generál Wu San-kuej na jihozápadě Číny v Jün-nanu (TZ: 雲南 ZZ: 云南 yúnnán) během takzvané Rebelie tří samozvanců (三反之亂, pinyin: sān fàn zhī luàn, český přepis: San Fan Č' Luan) a která trvala až do roku 1681.

## Paralelní nečínské dynastie
Kromě výše uvedených dynastií ovládaly některé části historické Číny v různých obdobích i jiné nečínské dynastie:
| Dynastie                               | Dynastie | Dynastie | Období vlády |
| -------------------------------------- | -------- | -------- | ------------ |
| Říše Kitanů: Liao                      | 遼       | liáo     | 916–1125     |
| Říše Karakitanů: Západní Liao          | 西遼     | xī liáo  | 1124–1211    |
| Říše Tangutů: Západní Sia              | 西夏     | xī xià   | 1032–1227    |
| Říše Džurčenů: Ťin                     | 金       | jīn      | 1115–1234    |
| Říše Ťienčouských Džurčenů: Pozdní Ťin | 後金     | hòu jīn  | 1616–1636    |